# FUTURE FILE
『FUTURE FILE』（フューチャー・ファイル）は、1987年5月25日にアルファレコードから発売された佐藤博7作目のオリジナル・アルバム。

## 解説
本作は佐藤にとって7作目のアルバムであり、うち5曲が海外録音。
収録曲のうち「Funky Multi」のみ基本が古く、基本は1984年5月1日発行『キープル』No3「佐藤博のエフェクター&マルチ・レコーディング講座」が初出。
5曲目「Fantasy」は、コンピュータゲーム『銀河伝承』サウンドトラック収録「FANTASY〜Love Theme From『銀河伝承』」のアレンジ版。
10曲目「Funky Multi」は同年秋開始テレビ番組「ねるとん紅鯨団」で使用された。
12曲目「Future File」はLPレコードには収録されていない。
13曲目は1987年2月25日に発売された12インチ・シングル「Sweet lnspiration -Extended Power Club Mix-」で、角松敏生がリミックスを担当。LPレコードには収録されていない。

## 再発盤
2015年6月3日、当時制作されたプロモーション盤のみ収録「Sweet Inspiration -Special Disco Mix-」をボーナス・トラックに加え、新たにリマスターを施し、Blu-specCD2で復刻。
2021年8月28日、バーニー・グランドマンのカッティングによるクリア・ブルー（透明ブルー）ヴァイナル・新規ライナーノーツ付でLPレコード（1曲目～11曲）が復刻。

## 制作
本作のレコーディングは、アメリカ合衆国カリフォルニア州バーバンクの「STUDIO SOUND」にて1987年2月25日リズム録りが行われた。ドンカマチックによるリズムの打ち込み、シンセ、仮歌などが予め日本の御徒町CMSスタジオでデジタル・マルチに録音済で、STUDIO SOUNDにそれをアナログにコピーして持ち込み、聴くことから作業は始まった。翌26日・27日はヴォーカル／コーラスのレコーディングが行われた。一行は3月1日に帰国、再び御徒町CMSスタジオで最後の追い込みとして、シンセ・ダビングやヴォーカル録音が行われた。録音エンジニアとして本作に参加したアラン・ハッシュバーグは、今回のレコーディング・プロジェクトに関して「とても楽しかった。エンジニアにしてみれば、トラックにあれだけ準備がなされている点、かつ論理的にできている」と評価。

## 収録曲
全作編曲：佐藤博（特記除く）
※：海外録音
1. Future File  –  0:48
2. Find Your Life  –  3:56
作詞：真沙木唯／作曲：鳥山雄司
3. Together※  –  4:49
作詞：Maxi Anderson
4. Step in Love's World※  –  4:05
作詞：真沙木唯
5. Fantasy  –  4:17
作詞：真沙木唯
6. Hellow Love Again※  –  4:49
作詞：真沙木唯
7. Lady Of The Nyle※  –  4:52
作詞：Maxi Anderson
8. Foreve Yours, Sweet Mariann  –  4:27
作詞：Maxi Anderson
9. Fly To You  –  3:45
作詞：真沙木唯
10. Funky Multi  –  4:24
11. Forever※  –  5:01
作詞：真沙木唯
12. Future File  –  2:31（CDのみ収録）
13. Sweet lnspilation -Extended Power Club Mix-  –  6:52（CDのみ収録）
作詞：Cindy
14. Sweet Inspiration -Special Disco Mix- [Bonus Track]  –  4:31（2015年発売CDのみ収録）
作詞：Cindy

## レコーディング・メンバー
- 佐藤博  –  ボーカル、キーボード、ピアノ、プログラミング
- Lynn Davis  –  ボーカル
- Paul Jackson, Jr.  –  ギター
- 鳥山雄司  –  ギター
- Nathan East  –  ベース
- Bobby Watson  –  ベース
- John "JR" Robinson  –  ドラム
- 青山純  –  ドラム
- 鈴木明男  –  サックス
- Maxi Anderson  –  コーラス
- Phillis St. James  –  コーラス
- 藤井美保  –  コーラス

## スタッフ
- 録音エンジニア  –  アラン・ハッシュバーグ[2]、横山淳一[2]
- 海外コーディネーター  –  松居和[2]。
- 国内コーディネーター  –  石澤浩久[8]。